# 赵文鹤
赵文鹤（1949年6月—），男，河北平乡人，中华人民共和国政治人物。河北新医大学中医系中医专业毕业，大学学历。

## 生平
1973年加入中国共产党。历任河北中医学院办公室副主任、主任，河北省卫生厅副厅长，中共保定地委副书记、市委副书记、市人大常委会主任，承德市委副书记、代市长、市长、市委书记等职。2008年1月当选河北省政协副主席。